# Hippeutis
Hippeutis är ett släkte av snäckor som beskrevs av Toussaint de Charpentier 1837. Hippeutis ingår i familjen posthornssnäckor.
Släktet innehåller bara arten Hippeutis complanatus.